# Salmoninae
Salmoninae vormen de onderfamilie (volgens moderne inzichten een familie) van de zogenaamde echte zalmen binnen de orde van de zalmachtigen Salmoniformes. Binnen deze onderfamilie worden zes tot zeven geslachten onderscheiden.

## Geslachten
- Acantholingua (één soort meestal in genus Salmo geplaatst)
- Brachymystax (drie soorten)
- Hucho (vijf soorten waaronder de taimen)
- Oncorhynchus (Pacifische zalmen, ongeveer 14 soorten waaronder de Sockeye zalm en de Regenboogforel)
- Salmo (ongeveer 20 soorten, waaronder de forel en de Atlantische zalm)
- Salvelinus (ongeveer 50 soorten waaronder de beekridder en de bronforel).
- Salvethymus (één inheemse soort uit Tsjoekotka, noordoost Siberië)

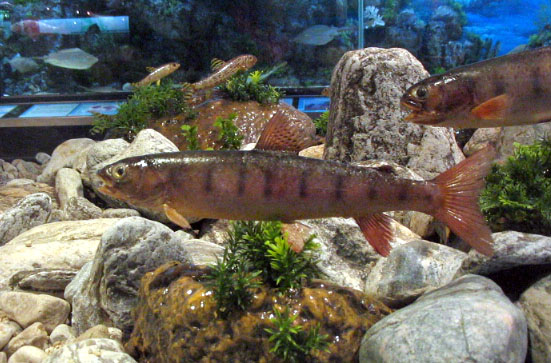
Brachymystax lenok (Lenok)
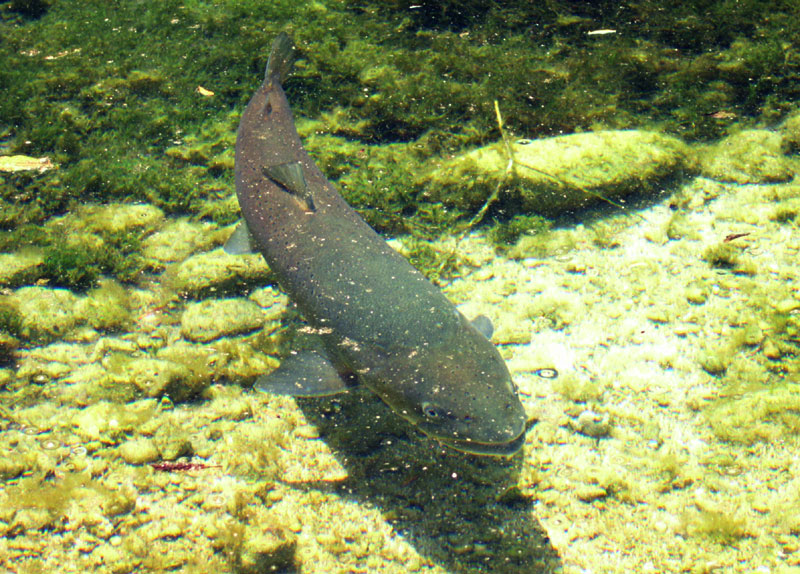
Hucho hucho (Donauzalm)
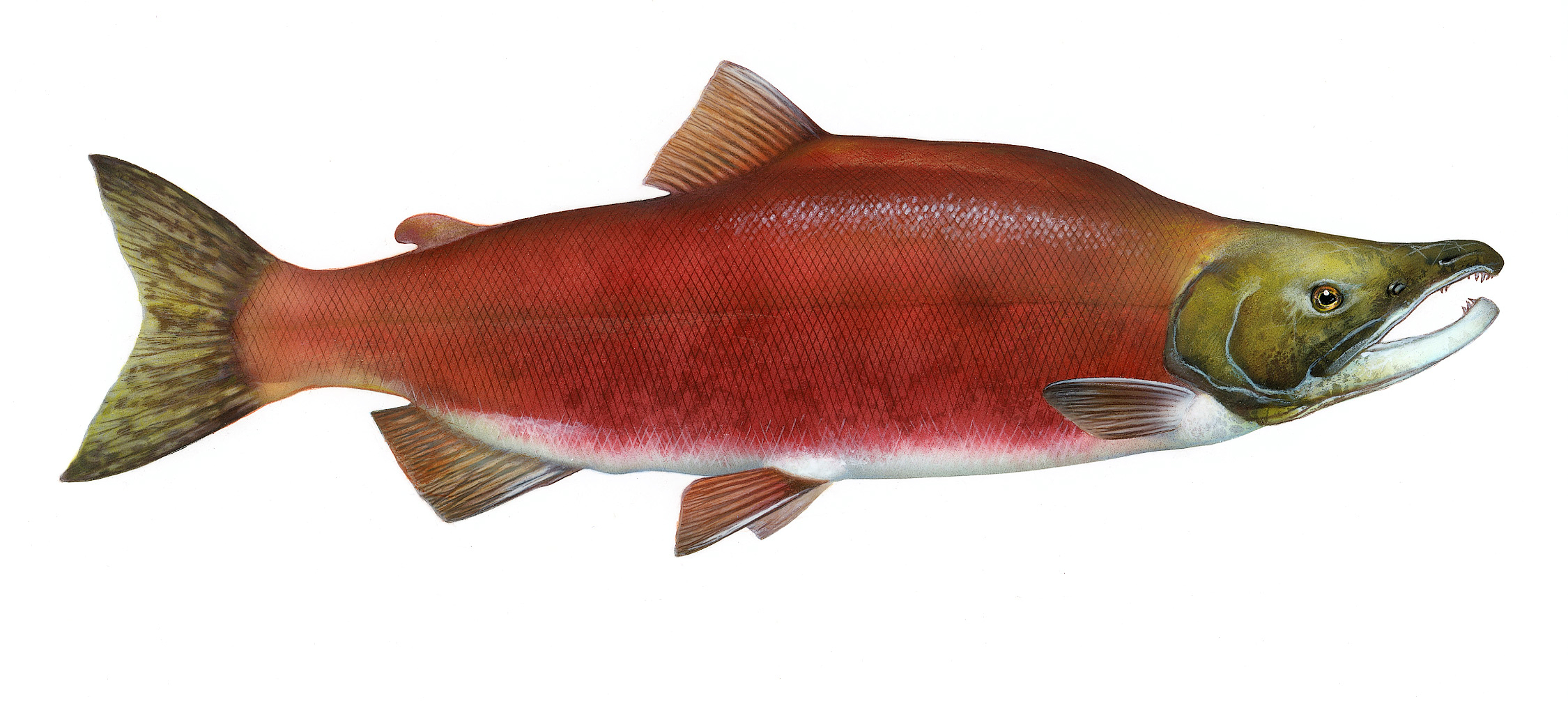
Oncorhynchus nerka (Sockeye salmon)
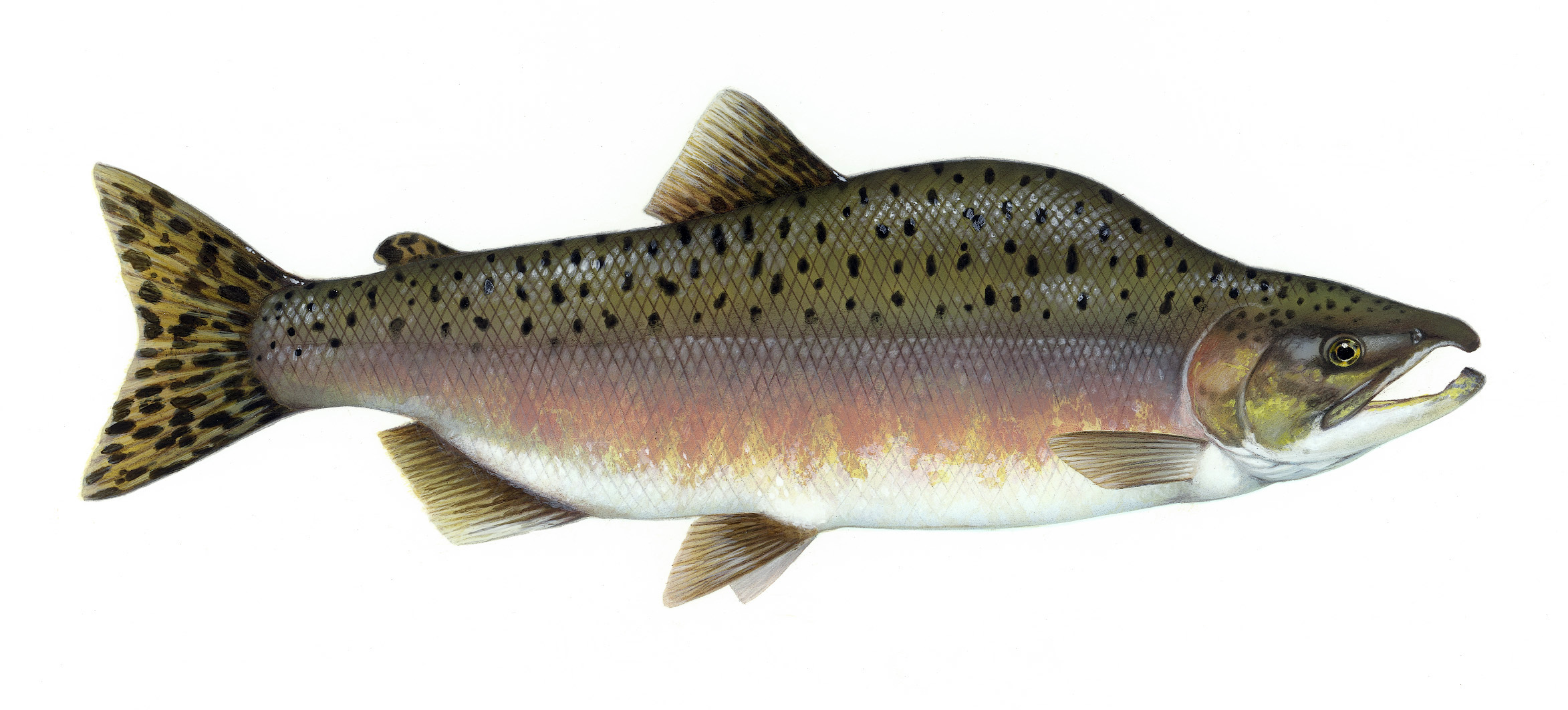
Oncorhynchus gorbuscha (Roze zalm)
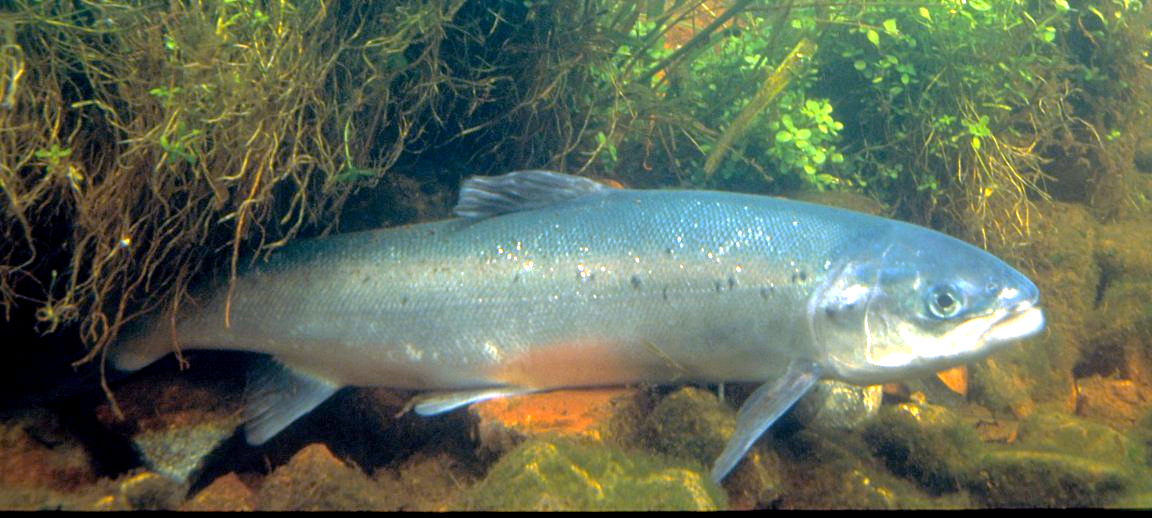
Salmo salar (Atlantische zalm)
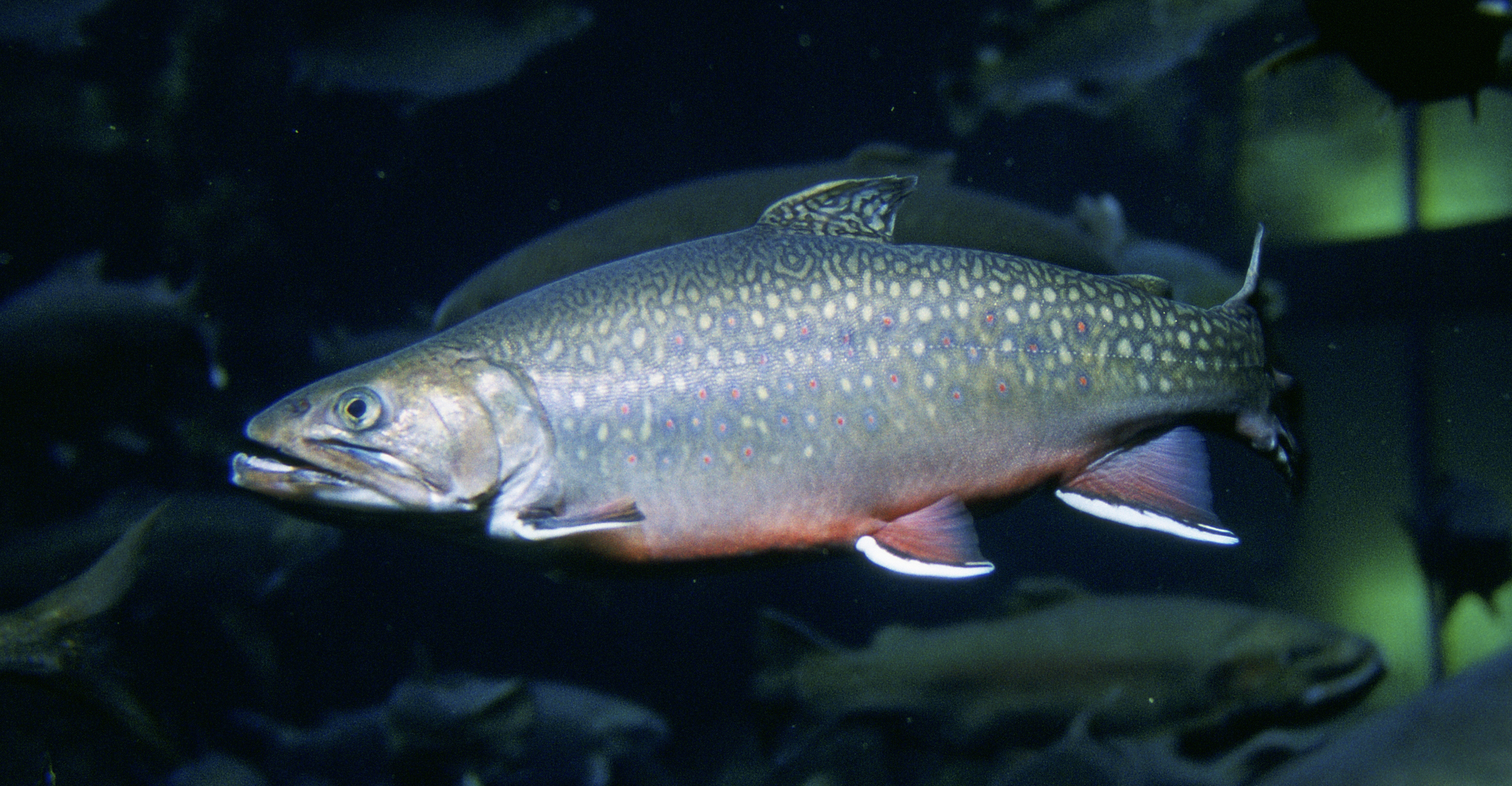
Salvelinus fontinalis (Bronforel)
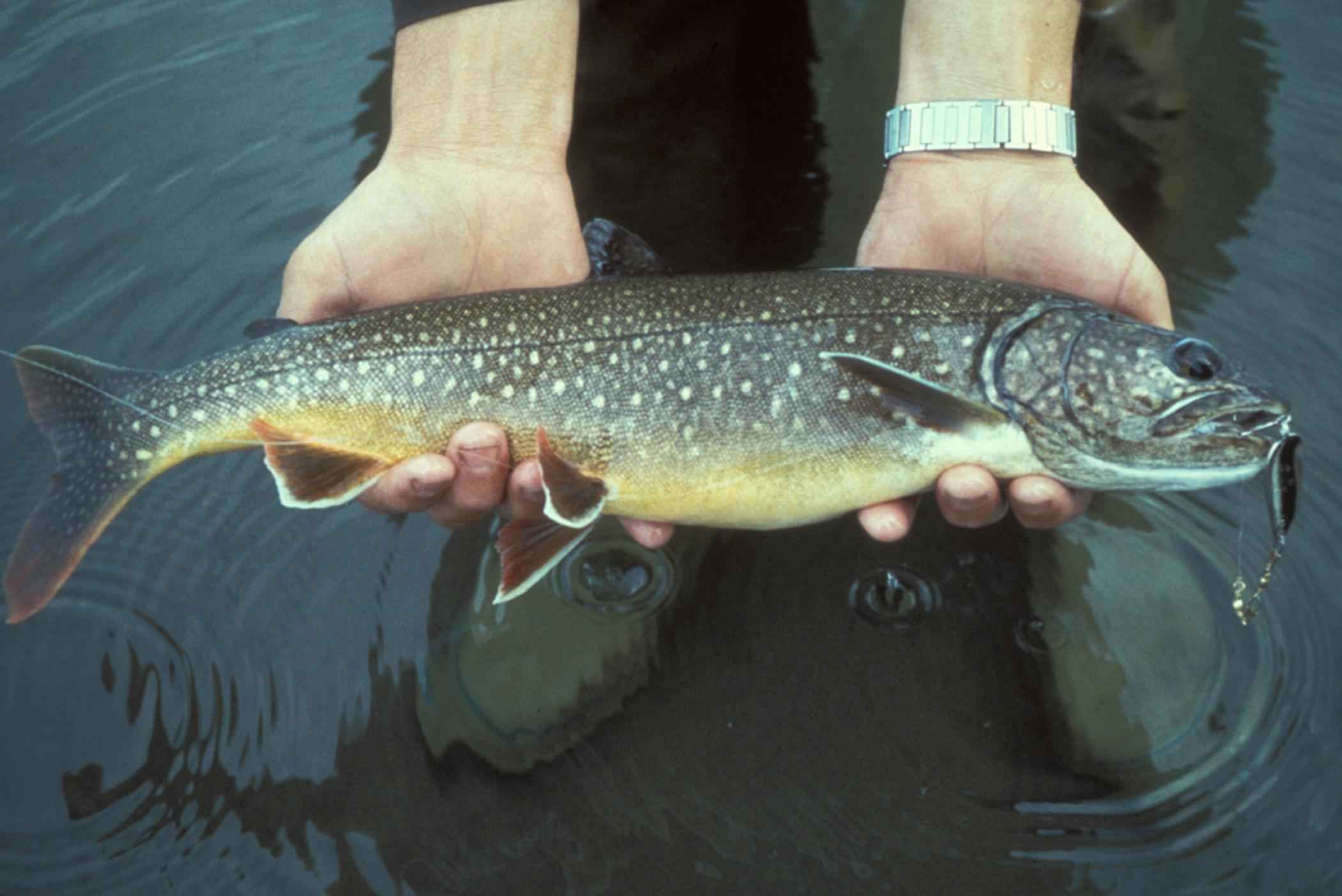
Salvelinus namaycush (Am. meerforel)